# Гатуев, Сергей Алексеевич
Сергей Алексеевич Гатуев (1 [13] августа 1881, Владикавказ — 1950) — советский учёный-геолог, гидрогеолог, первый профессор геологии в Осетии, первый заместитель директора Геологического института АН СССР (1930—1933).

## Биография
Родился 1 (13) августа 1881 года в Осетии. С 1894 года жил во Владикавказе — Дом Гатуевых.
Окончил университет в Киеве. Студентом был участником экспедиций Н. И. Андрусова, впоследствии был профессором Ростовского университета. Его первые работы по гидрогеологическому обследованию Ставрополья были в 1913, 1915 годах
С. А. Гатуев работал в геологическом кабинете Киевского университета по палеонтологии и, главным образом, по вопросам ледниковедения и ледникового периода. Два лета он изучал ледниковые отложения некоторых долин Северного Кавказа.
В 1909 году Н. И. Андрусов рекомендовал его (через В. И. Вернадского) на должность заведующего Полтавским естественноисторическим музеем:

«Я знаю Гатуева, как человека очень способного и в высшей степени честного (я бы сказал, рыцарски честного). Я уверен поэтому, что он вполне добросовестно и с любовью занялся бы музейным делом. Между прочим, он прекрасный коллектор, как об этом свидетельствует то, что этнографический музей в Петербурге несколько лет подряд поручал Гатуеву (который сам родом осетин) сборы на Кавказе, которыми всегда был очень доволен. Место заведующего музеем и В.І. близость к Киеву дали бы Гатуеву возможность продолжить свои занятия наукой. Я поэтому горячо ходатайствовал о нём. Прибавлю ко всему, что Гатуев прекрасный альпинист и выносливый экскурсант. Я ездил с ним по Абхазии и Кубанской области.»
Работал учёным хранителем минералогического и геологического музея РАН в Петрограде.
Принял участие в организации Политехнического института во Владикавказе (1918), работал там профессором по кафедре геологии.
Участник гражданской войны на Северном Кавказе.
В 1930 году был назначен заместителем директора только что созданного в Ленинграде Геологического института АН СССР.
В 1933 году утверждён на должность старшего геолога и освобождён от должности заместителя директора института. Работал в отделе гидрогеологии, изучал изучались минеральные и напорные воды Предкавказья.
Профессор Ростовского государственного университета.
Его брат — писатель Константин (Дзахо) был репрессирован в 1937 году («участие в осетинской антисоветской вооруженной право-националистической организации»), и расстрелян по указанию И. Сталина (реабилитирован в 1955 году)
Скончался в 1950 году [уточнить]

## Членство в организациях
- Ставропольское общество изучения Северо-Кавказского края

## Публикации
Большинство научных публикаций было посвящено изучению подземных вод Северного Кавказа, среди них:
- Гатуев С. А. О некоторых ледниках Центрального Кавказа. Диссертация, 1913.
- Гатуев С. А. Гидрогеологическое обследование Медвеженского уезда Ставропольской губ. в 1910 году // Сборник сведений о Северном Кавказе. Т. 9. Ставрополь, 1914. С. 1-47.
- Труды Геологического института АН СССР. Том 2. Л.: Издательство АН СССР, 1932. (2 большие статьи)
- Гатуев С. А. Геологическое и гидрогеологическое описание Восточного Предкавказья: Лист Д-3 пятиверстной карты Кавказа. Л.; М.; Новосибирск: НКТП, 1933. 92 с.
- Чернцов А. И., Гатуев С. А. Минеральные источники Дагестанской АССР. Махачкала: Книжное издательство, 1946.
- Гатуев С. А. Плиоценовые отложения Центрального Предкавказья: Нижний плиоцен. Понтический ярус // Геология СССР. Т. 9. М., Л., 1947. С. 306—309.